# James Capen Adams

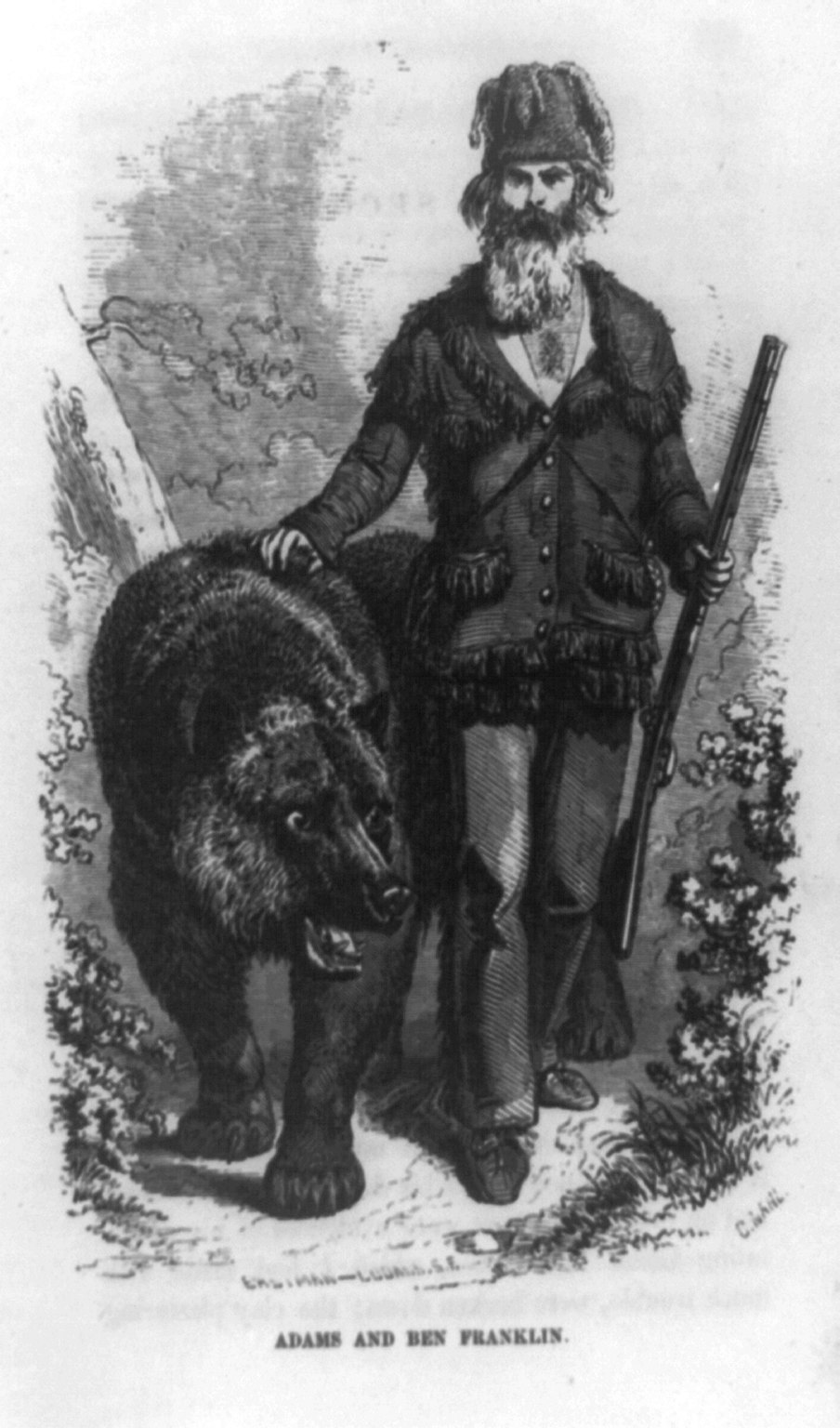
James Capen „Grizzly“ Adams mit einem Bären (1860)

James Capen „Grizzly“ Adams, auch John Capen Adams (* 20. Oktober 1807 in Medway, Massachusetts; † 25. Oktober 1860) war ein US-amerikanischer Tierfänger, Dompteur und Schausteller.

## Leben
Adams verbrachte viele Jahre im unbesiedelten Gebiet des heutigen Westens der USA, vor allem in Kalifornien. Dort beschäftigte er sich mit dem Fang und der Dressur von Tieren, die er danach an Zirkusse, Menagerien und Zoos verkaufte.
Überregional bekannt wurde er durch die Berichterstattung, welche seine Arbeit mit Tieren dokumentierte. Dabei war eine seiner besonderen Vorführungen der Ringkampf mit gezähmten Grizzlybären, auf die sich sein Spitzname bezieht. Bekannt wurde auch eines seiner zahmsten Tiere, der Bär Ben (benannt nach Benjamin Franklin), den er bis zu dessen Tod betreute. In einem Kampf wurde er von einem anderen Bären durch einen Biss in den Kopf schwer verletzt. Jedoch konnte er trotz eines Schädelbruchs weiterarbeiten.
James Adams starb an einer Meningitis, die er sich bei der Arbeit mit einem Affen zugezogen hatte. Er wurde in Charlton im Worcester County, in der Nähe seines Geburtsortes in Massachusetts beerdigt.

## Nachwirkungen
Adams’ Schicksal ist seit den 1860er Jahren in der populären US-amerikanischen Literatur ein beliebtes Thema, besonders für Kinderbuchautoren.
Im Jahr 1973 verfasste Charles E. Sellier das Buch Life and Times of Grizzly Adams über das Leben von James Adams. Dieses Werk diente 1974 als Vorlage für den gleichnamigen Film und eine TV-Serie, die ab 1977 ausgestrahlt wurde. Deren Inhalte weichen jedoch vom überlieferten Leben des James Adams ab. Im deutschsprachigen Raum wurde das Buch nicht verlegt. Film und Serie tragen den Titel Der Mann in den Bergen.
Von 1998 bis 2015 firmierte die Eishockeymannschaft des EHC Wolfsburg als Grizzly Adams Wolfsburg, nach Adams bzw. seiner Filmfigur.